# Železniční trať Zebrzydowice – Cieszyn
Železniční trať Zebrzydowice – Cieszyn je jednokolejná elektrizovaná trať v Polsku, je označena číslem 90.

## Historie
První část tratě mezi stanicemi Cieszyn a Albrechtice u Českého Těšína byla otevřena v roce 1911. Do Albrechtic trať vedla přes dnes neexistující most na řece Olze za stanicí Cieszyn Marklowice. Provoz mezi stanicemi Albrechtice a Marklowice byl zastaven v roce 1925 a trať byla rozebrána v roce 1945. Dnes stojící úsek mezi Zebrzydowicemi a Cieszynem byl otevřen v roce 1935. Během 2. světové války byl provoz na trati přerušen a v únoru 1947 obnoven. Elektrizace tratě byla provedena současně se stavbou dolu Morcinek. V letech 2018–2019 byla trať rekonstruována.
Na trati jezdí linka S61 společnosti Koleje Śląskie